# براد شنايدر
براد شنايدر (بالإنجليزية: Brad Schneider)‏ هو شخصية أعمال وسياسي أمريكي، ولد في 20 أغسطس 1961 في دنفر في الولايات المتحدة. حزبياً، نشط في الحزب الديمقراطي. في انتخابات مجلس النواب الأمريكي 2012، انتخب عضو مجلس النواب الأمريكي عن دائرة الدائرة الكونغرسية العاشرة لإلينوي ‏ وقد انضم خلال فترته النيابية (3 يناير 2013 – 3 يناير 2015) للكتلة البرلمانية الحزب الديمقراطي وفي انتخابات مجلس النواب الأمريكي 2016، انتخب عضو مجلس النواب الأمريكي عن دائرة الدائرة الكونغرسية العاشرة لإلينوي ‏ وقد انضم خلال فترته النيابية ‏ (3 يناير 2017 – 3 يناير 2019) للكتلة البرلمانية الحزب الديمقراطي وانتخب عضو مجلس النواب الأمريكي.

## وصلات خارجية
- الموقع الرسمي